# Ihľany

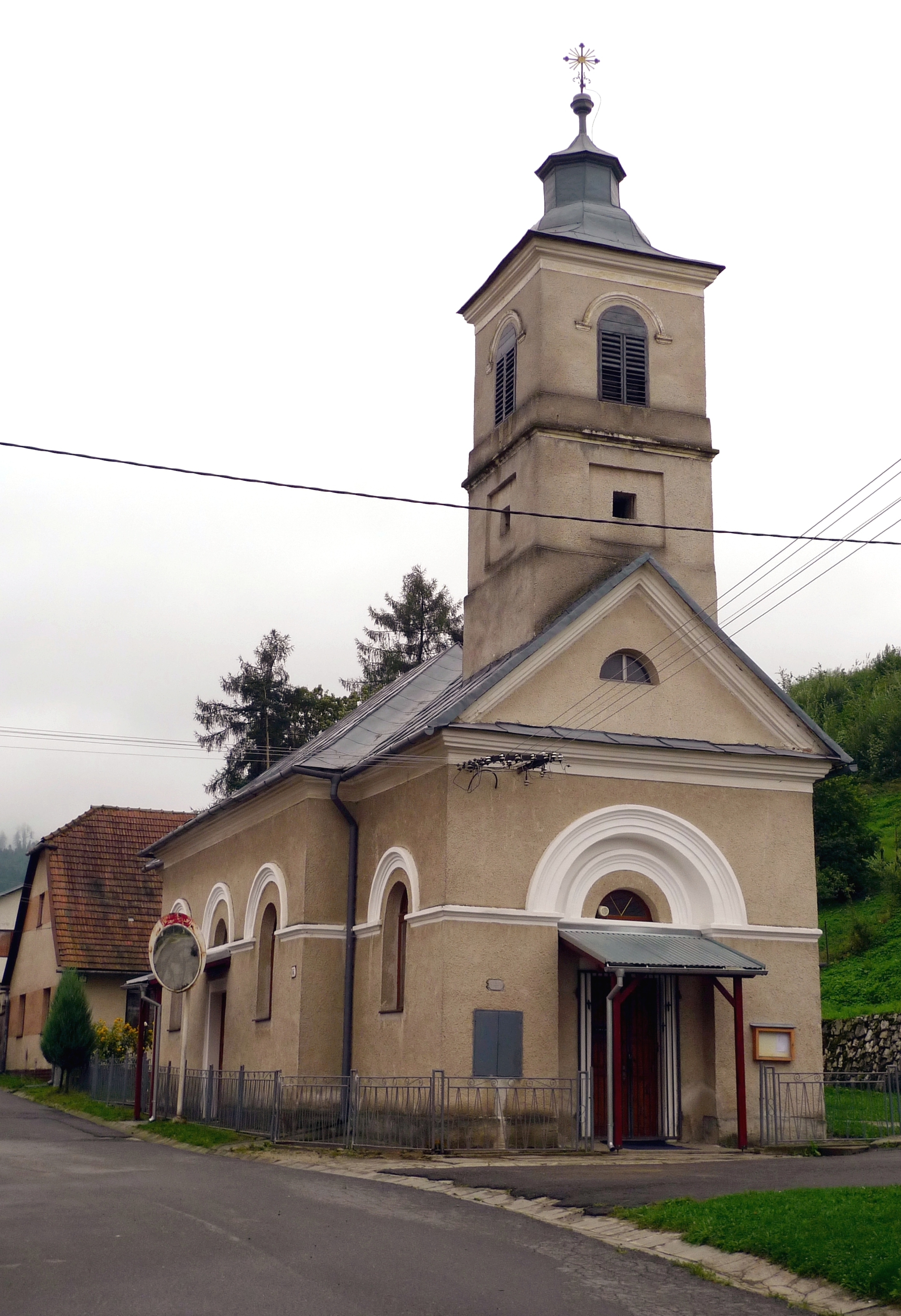
Ihľany

Ihľany (Hongaars: Majorka) is een Slowaakse gemeente in de regio Prešov, en maakt deel uit van het district Kežmarok.
Ihľany telt 1.464 inwoners.